# Frederik Kettler (1569-1642)
Frederik Kettler (Duits: Friedrich; Lets: Frīdrihs) (Mitau, 25 november 1569 - aldaar?, 17 augustus 1642) was van 1587 tot 1642 hertog van Koerland en Semgallen.
Hij was de oudste zoon van de eerste hertog van Koerland, Godhard Kettler, en diens vrouw Anna, een dochter van Albrecht VII van Mecklenburg. Samen met zijn jongere broer Willem volgde hij zijn vader na diens dood in 1587 op. Bij Willems meerderjarigheid in 1595 deelden de broers hun gebied op, maar na Willems dood in 1640 viel het gehele gebied toe aan Frederik.
Frederik was gehuwd met Elisabeth Magdalena, een dochter van Ernst Lodewijk van Pommeren. Aangezien dit huwelijk kinderloos bleef, werd hij opgevolgd door Jacob, de zoon van zijn broer Willem.
Godhard Kettler · Frederik I Kettler en Willem Kettler · Frederik I Kettler · Jacob Kettler · Frederik II Casimir Kettler · Frederik III Willem Kettler · Anna Ivanovna van Rusland · Maurits van Saksen (rivaal) · Ferdinand Ketler · Ernst Johann Biron · Lodewijk Ernst van Brunswijk-Lüneburg-Bevern · Karel van Saksen · Ernst Johann Biron · Peter Biron